# Centro de Treinamento Militar de Cabul
O Centro de Treinamento Militar de Cabul (Kabul Military Training Center, KMTC) foi um centro de treinamento básico para as Forças Armadas Afegãs. Localizado a cerca de 13 quilômetros a leste, nos arredores de Cabul, oferecia cursos básicos, incluindo treinamento básico de infantaria de 16 semanas.
O Centro de Treinamento Militar de Cabul foi um dos maiores centros de treinamento básico do Afeganistão . Em abril de 2008, dos 70.000 afegãos que entraram no Exército Nacional Afegão (ANA), um terço havia sido treinado no KMTC entre 2007 e 2008.
Em novembro de 2006, havia 300 soldados americanos e internacionais treinando de 4.000 a 6.000 afegãos ao lado de instrutores afegãos no KMTC.

## Lema
O lema do KMTC era "A unidade começa aqui", que fora alterado do lema original "A vitória começa aqui", demonstrando a nova ortodoxia afegã de colocar o país antes da tribo ou afiliação religiosa.

## Estrutura

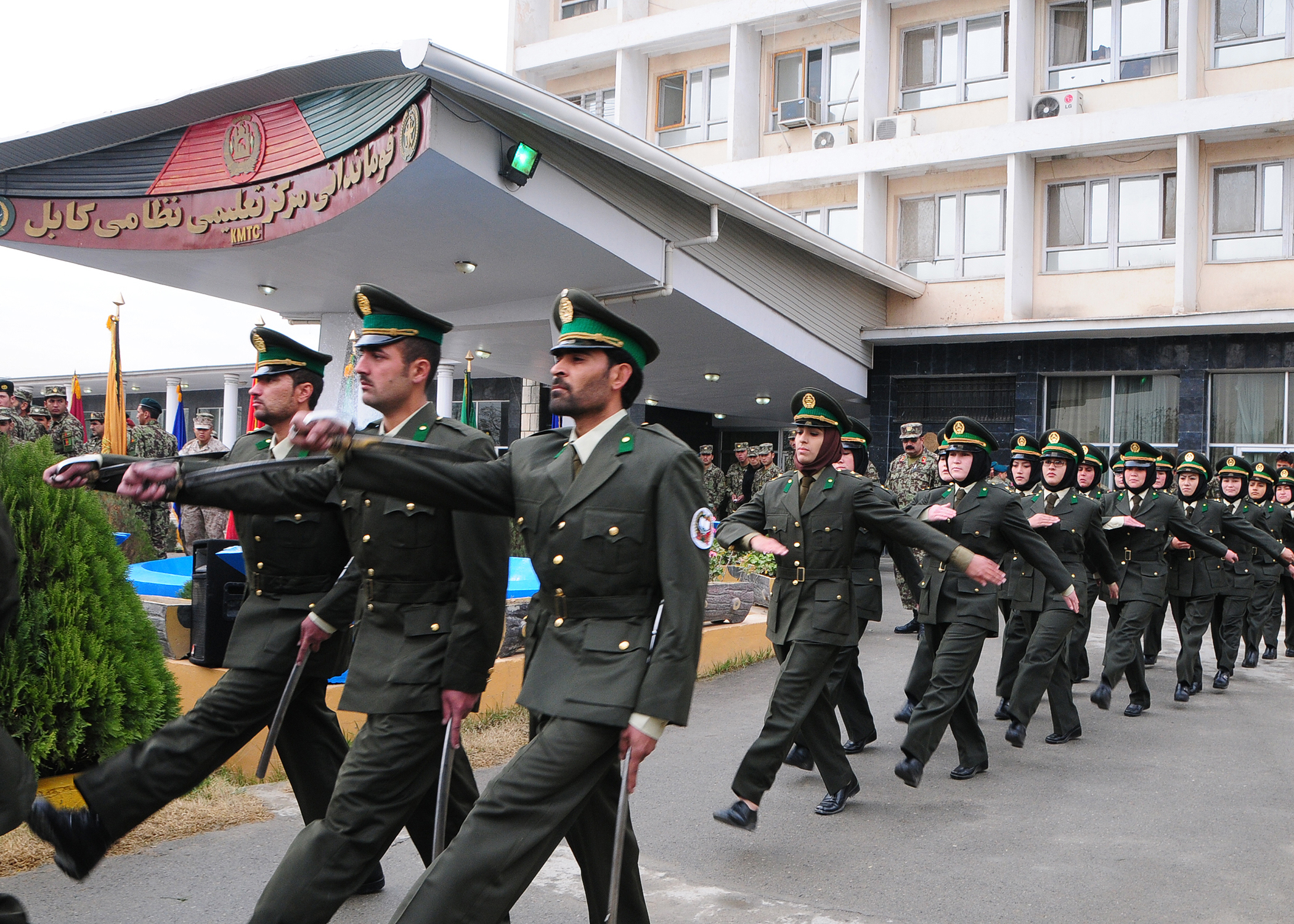
Soldados do Exército Nacional Afegão marchando em sua cerimônia de formatura no Centro de Treinamento Militar de Cabul (KMTC) em 2011. Entre eles estão 14 mulheres.

As condições de trabalho e melhorias na qualidade de vida das tropas americanas designadas para a Base Operacional Avançada 195 no Centro de Treinamento Militar de Cabul foram feitas todos os dias, graças, em parte, a uma equipe de cinco membros formada por soldados do 769º Batalhão de Engenharia da Guarda Nacional da Louisiana, proveniente de Baton Rouge.
Em dezembro de 2002, a equipe, composta por um comandante de grupo de combate, operador de escavadeira de pequeno porte, encanador, eletricista e escavador de poço, fez parte de uma série de grandes projetos na KMTC, incluindo instalação de aquecedor de água, modernização de eletricidade, colocação de espaldões de morteiros e escavação de poços. Um dos principais projetos que os engenheiros tinham era cavar poços. A principal fonte d'água do complexo era um poço externo localizado a cerca de cinco quilômetros do centro.
No início de 2003, uma companhia da polícia militar do Exército dos EUA foi encarregada da segurança do perímetro no complexo da Força-Tarefa Civil-Militar Conjunta da Coalizão (Coalition Joint Civil-Military Task Force, CJCMOTF), no Centro de Treinamento Militar de Cabul (KMTC) e na Base Aérea de Bagram.
O Exército Nacional Afegão lançou o primeiro programa de vacinas militares do Afeganistão em 19 de maio de 2005, fornecendo vacinas para 185 soldados na Clínica Médica de Tropas do Centro de Treinamento Militar de Cabul; o qual o grupo de trabalho determinara como sendo o melhor local para iniciar o programa.

## Treinamento básico

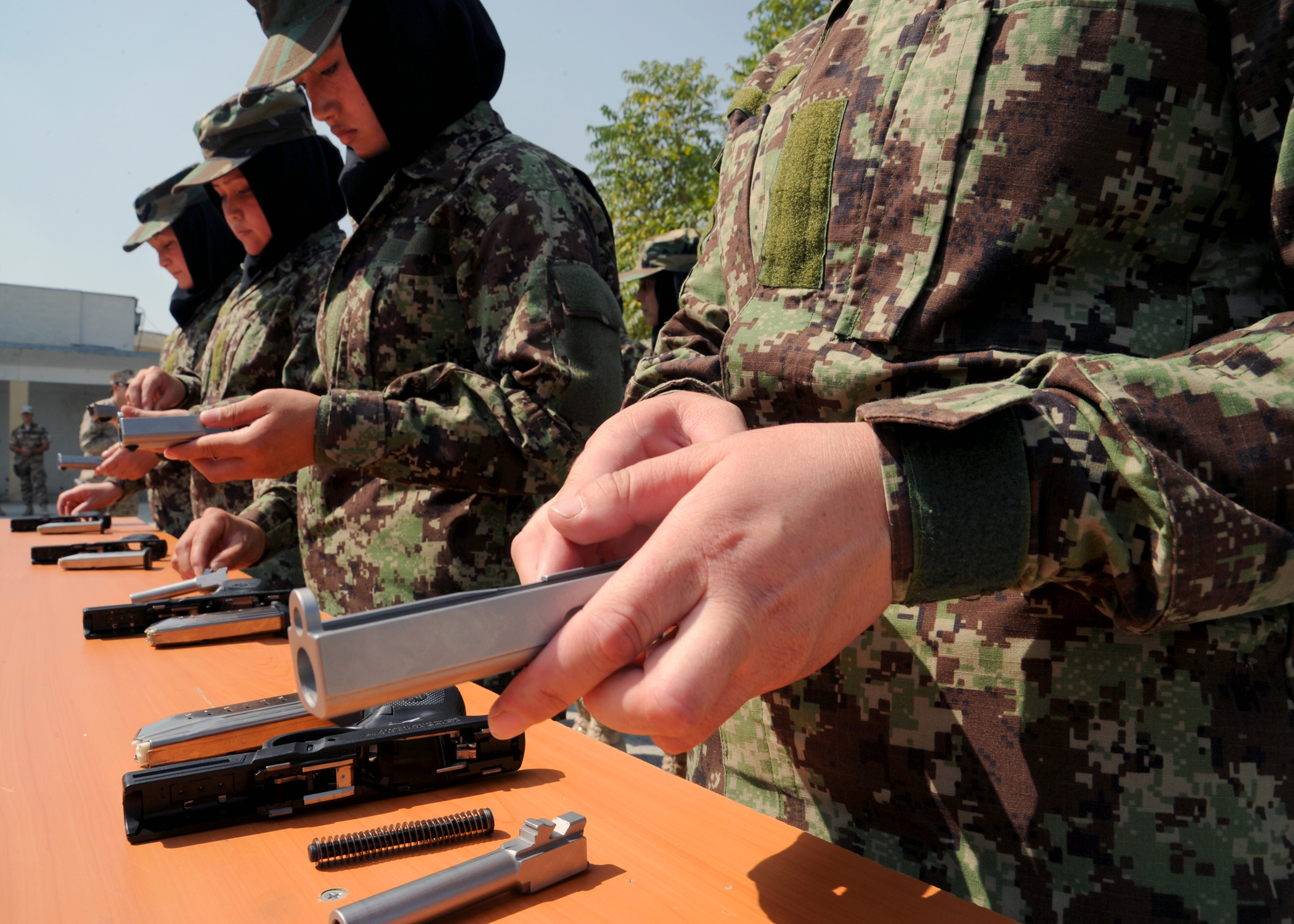
Um grupo de recrutas do Treinamento Básico de Guerreiras do Exército Nacional Afegão desmontam e remontam pistolas no Centro de Treinamento Militar de Cabul, em 6 de setembro de 2011.

O KMTC realizou treinamento básico de combate de novos recrutas com um curso de treinamento básico de 16 semanas. Capaz de formar um batalhão de 615 militares a cada quatro semanas, havia cerca de 2.500 soldados do exército e aeronáutica realizando treinamento a qualquer momento. A academia treinava soldados desde o treinamento básico e treinamento individual avançado até cursos de suboficiais juniores e seniores, bem como cursos de sargentos e suboficiais. Todos os alunos da academia também recebiam cursos de inglês e informática.
Os ciclos de treinamento no complexo consistiam em treinamento básico realizado pelo Exército dos EUA para o ANA em ciclos de dez semanas. Cada ciclo consistia em treinar um batalhão - "kandak". Cada kandak continha três companhias de treinamento constituintes. Durante sua semana inicial (semana zero), cada kandak passava por um processamento básico, como emissão de equipamentos e uniformes. Nas três semanas seguintes, todas as companhias passavam por vários regimes de treinamento. Uma semana era dedicada inteiramente à instrução em sala de aula.

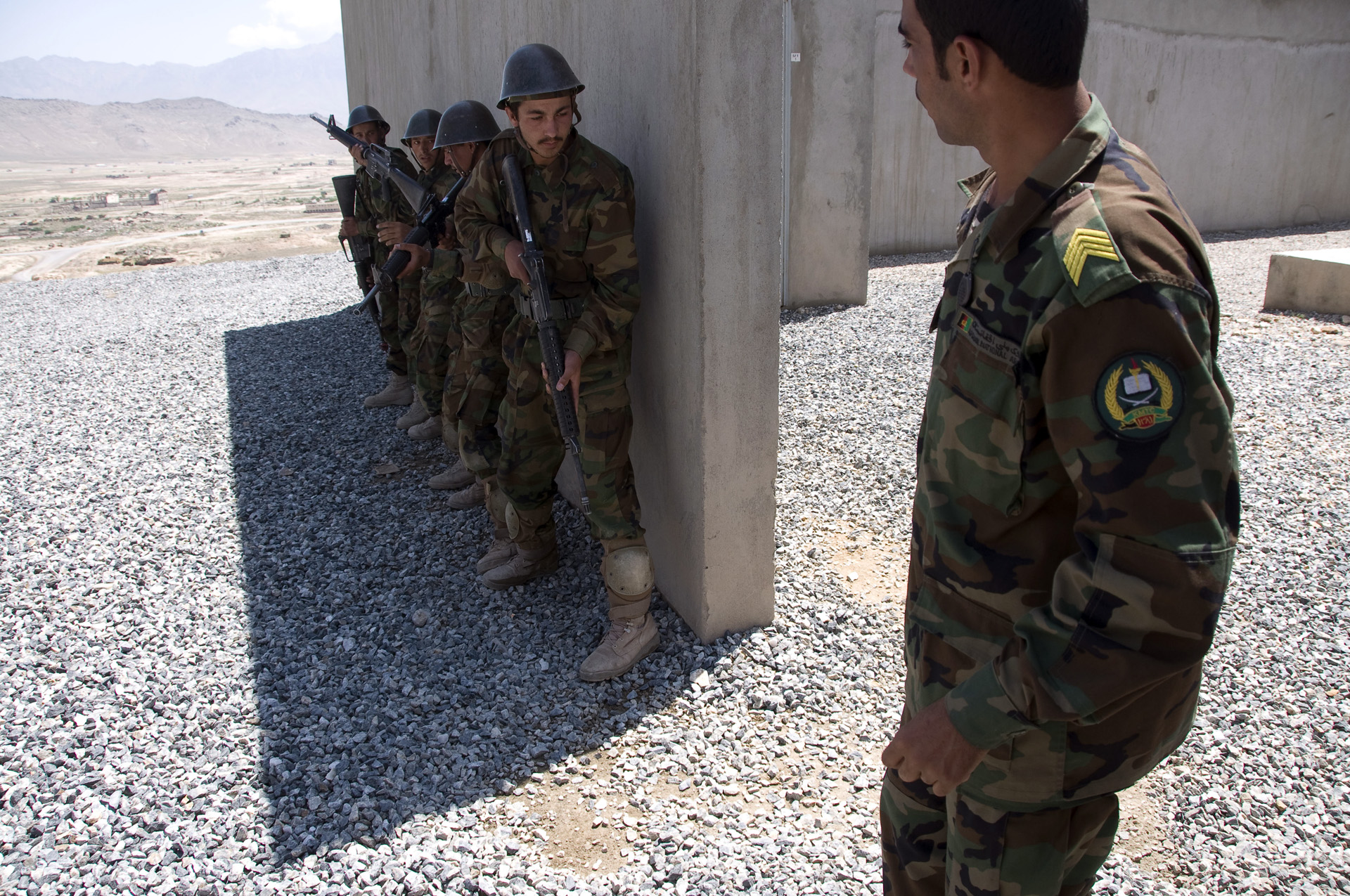
Um instrutor do Exército Nacional Afegão observa recrutas executarem um exercício de Operações Militares em Terreno Urbano, em 8 de maio de 2010.

Os recrutas eram treinadas no curso Treinamento Básico de Guerreiros (Basic Warrior Training, BWT) do Exército Nacional Afegão no KMTC. Militares do BWT passavam por oito semanas de instrução para incluir operações militares em terreno urbano, pontaria e familiarização com o fuzil M16, alfabetização, morteiros, condução e capotamento de Humvee, detecção de IED, operações de posto de controle, primeiros-socorros, alfândegas e cortesias, combate corpo-a-corpo, uso de rádio e leis do conflito armado.
Em 21 de abril de 2007, o presidente do Estado-Maior Conjunto, General Peter Pace, visitou o centro de treinamento para examinar seu progresso e falar com alguns dos recrutas. No momento de sua visita, havia 8.700 recrutas no centro que estavam passando por treinamento básico, o que era um número superior a 2006, quando o centro formou cerca de 650 soldados por mês, e neste abril de 2007 se formaram 2.000 recrutas. Em abril de 2008, as forças da coalizão treinaram 70.000 afegãos para o exército, sendo que 1/3 desse número foram treinados no KMTC entre 2007 e 2008. Em 2015, houve problemas com relação à perda de mão-de-obra do ANA por conta de baixas de combate e deserção.
Apesar do recrutamento permanecer elevado, os efetivos não acompanhavam o sangramento contínuo de perdas em batalha e soldados deixando o serviço. O número total de militares nas forças de segurança afegãs (ANSF), que incluía policiais e militares, era de 325.642 no final de 2014, mais de 34.000 abaixo da meta estabelecida, segundo o SIGAR. Além disso, nenhum dos US$ 25 milhões autorizados para programas de recrutamento e apoio a mulheres nas ANSF fora gasto. As 860 mulheres que serviam no exército e na força aérea afegãs representavam menos de meio por cento da força total. Para definir metas de recrutamento em níveis suficientes para superar as taxas de atrito, conforme havia sido apontado em novembro de 2014, o exército começou a focar atenção no problema de mão-de-obra e o poder de combate do ANA voltou a crescer. O Exército Afegão era uma força voluntária e, depois de um ou dois anos, os soldados poderiam optar por deixar o serviço.
No ambiente de segurança previsto para 2015-2018, as forças de segurança afegãs exigiriam uma força total de cerca de 373.300 militares, incluindo 29.100 policiais locais afegãos, para fornecer segurança básica ao país e lidar com a insurgência. Esse nível de força era 44% maior do que o acordado pelos líderes políticos na Cúpula da OTAN de 2012 em Chicago.

### Treinamento de alfabetização

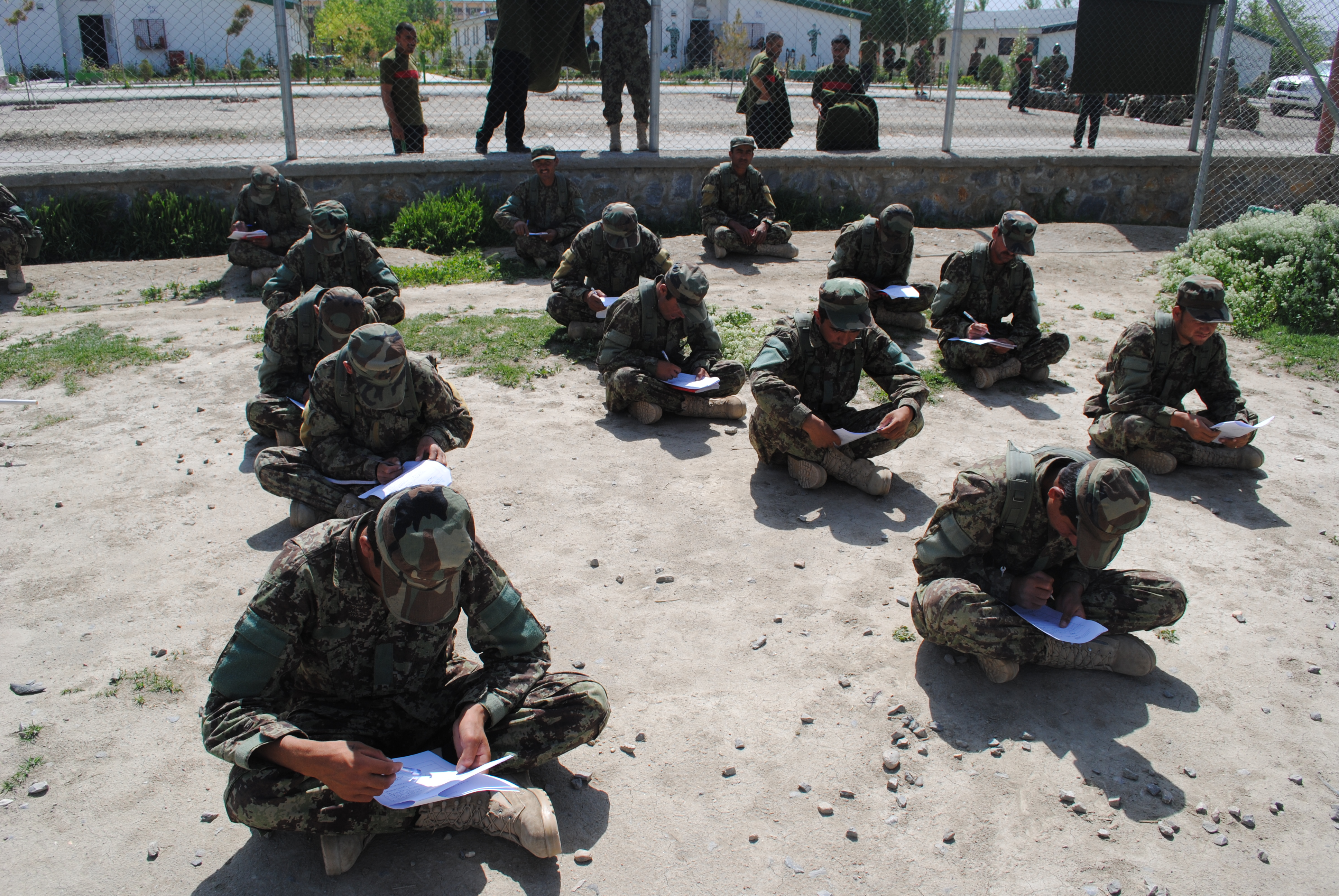
Os recrutas do Exército Nacional Afegão fazem seus exames finais de alfabetização como parte de seu curso de Guerreiro Básico antes de prosseguir para a próxima fase de seu treinamento, 9 de maio de 2012.

Um dos principais focos do desenvolvimento das Forças Armadas afegãs foi o aumento dos níveis de alfabetização entre as tropas. Em 2009, menos de 35% dos recrutas conseguiram passar na qualificação básica de armas devido aos baixos níveis de alfabetização. Os recrutas não conseguiam ler corretamente as instruções para manter ou operar fuzis complexos fornecidos pelo Ocidente e componentes adicionais, como ópticas. Como resultado, os recrutas tiveram que realizar pelo menos 64 horas de aulas básicas de leitura, escrita e aritmética para passar no Grau 1 e avançar para suas unidades.
Os recrutas também tiveram a opção de mais 128 horas para avançar para o Grau 2 para elevar seu total para 192 horas. Para atingir o Grau 3, eles tiveram que realizar mais 120 horas, o que lhes deu 312 horas de treinamento em alfabetização no total.